# Baktericider
Baktericider er antibiotika der dræber bakterier, i modsætning til bakteriostatika, der forhindrer deres reproduktion.
Til baktericiderne hører bl.a.:
- Penicilliner
  - Phenoxymethylpenicillin (Penicillin V)
  - Benzylpenicillin (Penicillin G)
  - Amoxicillin
  - Ampicillin
- Cefalosporiner
  - Cefotaxim
  - Ceftriaxon
  - Ceftazidim
  - Cefalexin
  - Cefuroxim
- Fluorquinoloner
  - Ciprofloxacin
  - Moxifloxacin
  - Ofloxacin
- Vancomycin
- Metronidazol
- Klorhexidin

## Eksterne links
- Medicinhåndbogen.dk

| Farmakologi | Spire Denne artikel om farmakologi er en spire som bør udbygges. Du er velkommen til at hjælpe Wikipedia ved at udvide den. |